# Rolf Henke (Luftfahrtingenieur)

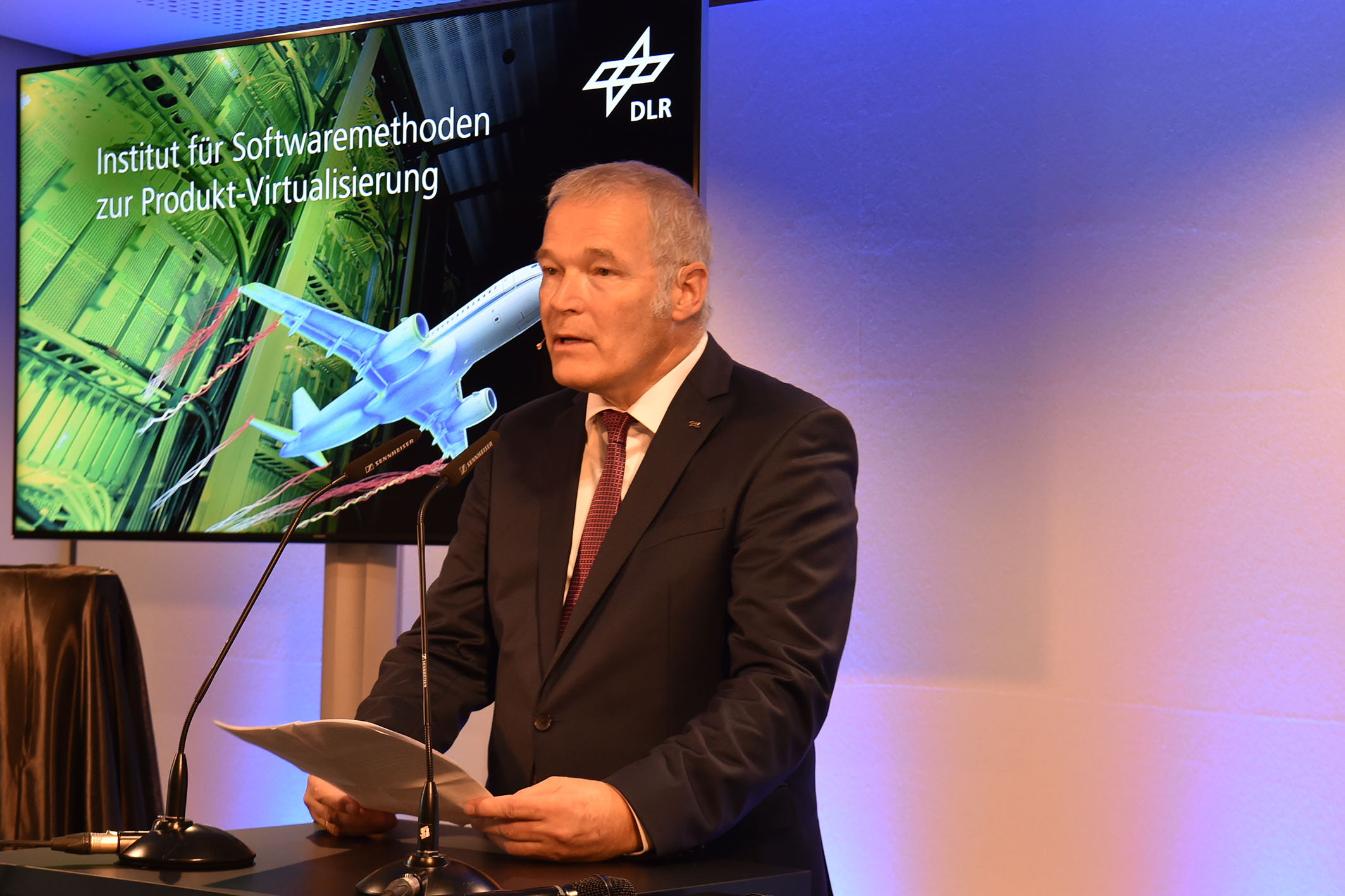
Rolf Henke

Rolf Henke (* 3. April 1956 in Lüdenscheid) ist ein deutscher Ingenieur, Professor der RWTH Aachen und Berater für Luftfahrt.
Seit Februar 2021 ist Henke „Koordinator für Luftfahrt“ der Freien Hansestadt Bremen.
Zuvor war er Luftfahrtvorstand des Deutschen Zentrums für Luft- und Raumfahrt (DLR), sowie Präsident der Deutschen Gesellschaft für Luft- und Raumfahrt – Lilienthal-Oberth e.V. (DGLR).

## Leben und Wirken
Henke studierte von 1975 bis 1980 Luft- und Raumfahrttechnik an der Technischen Universität Berlin (TU Berlin).
1981 erhielt er ein Stipendium für ein Post Graduate Bursary des British Council für einen Forschungsaufenthalt am Cranfield Institute of Technology (heute Cranfield University), England.
Von 1980 bis 1985 war er Wissenschaftlicher Mitarbeiter am Institut für Luft- und Raumfahrt der TU Berlin.
Von 1985 bis 2006 arbeitete Henke bei MBB (Messerschmitt-Bölkow-Blohm, heute Airbus Group).
Während dieser Zeit war er von 1985 bis 1992 Versuchsleiter für Sondervorhaben, insbesondere zur Laminartechnologie, und leitete von 1992 bis 1998 bei Airbus alle Programme zur Laminarhaltung, zu der auch die Flugerprobung auf dem Airbus A 320 gehörte. Neben seiner Tätigkeit bei Airbus lehrte Henke von 1992 bis 1996 als Lehrbeauftragter für Flugzeugbau an der Hochschule Bremen. Zusätzlich arbeitete er in diesem Zeitraum als Transnationaler Airbus-Koordinator der „Technology Area Aerodynamics“. Ab 1998 leitete er das nationale Leitkonzept Adaptiver Flügel (ADIF), bevor er 2000 Leiter der Airbus-Hochauftriebstechnologie wurde. Zusätzlich war er von 2002 bis 2006 Leiter der EU-Technologieplattform AWIATOR (Aircraft Wing with Advanced Technology Operation) zur Flügeltechnologieentwicklung sowie Senior Project Manager und Mitglied des Airbus Forschungs- und Technologie-Managements. In diesem Zeitraum war er unter anderem Mit-Initiator und Gründungsmitglied des Lenkungskreises Hochauftriebszentrum Deutschland (LHD) zur Absicherung des deutschen Workshare und Leiter des Clusters Conceptual Aircraft Design (CCAD) im LHD.
Von 2006 bis 2010 lehrte und forschte Henke als Professor für Luft- und Raumfahrttechnik an der Rheinisch-Westfälische Technische Hochschule (RWTH) Aachen und leitete dort das Institut für Luft- und Raumfahrt (ILR).
Henke baute an der RWTH Aachen Entwurfs- und Bewertungs- und Simulationsfähigkeiten sowie eine Anlage zu Flugzeuglärm-Feldmessungen auf und initiierte neue Lehrveranstaltungen zum Flugzeugentwurf und zur Flugzeugsystemtechnik. Er war Mitglied in verschiedenen Gremien wie dem Fakultätsrat, Kommission für Lehre und der RWTH – Ethik-Kommission. Außerdem war er während seiner Zeit am ILR Kinderuni-Professor.
Von 2010 bis 2020 war Rolf Henke Mitglied im Vorstand des Deutschen Zentrums für Luft- und Raumfahrt (DLR).
In seiner Amtszeit als Vorstand für den Bereich Luftfahrt hat er u. a. den Ausbau und Erhalt der Forschungsflugzeugflotte maßgeblich gefördert. Mit der Initiative „DLR Summer School“ können Studenten verschiedener Universitäten aus Deutschland, Testflug-Erfahrungen live erleben. Außerdem bereitete er die Gründung von 7 neuen Instituten und Einrichtungen auf dem Gebiet der Luftfahrt durch den Senat des DLR vor: 2016 wurden 4 neue Institute im Bereich der Digitalisierung der Luftfahrt gegründet, namentlich das Institut für Test und Simulation für Gasturbinen in Augsburg, das Institut für Softwaremethoden zur Produkt-Virtualisierung in Dresden und die beiden Institute für Systemarchitekturen in der Luftfahrt und Institut für Instandhaltung und Modifikation in Hamburg, 2019 wurde der Flughafen Magdeburg-Cochstedt gekauft und zum „Nationalen UAS Testzentrum“ umgewidmet, und 2020 die Einrichtung „Technologien für Kleinflugzeuge“ mit Standorten in Aachen und am Flugplatz Aachen-Merzbrück, sowie das Institut für Elektrische Luftfahrtantriebe in Cottbus gegründet.
Seit Ende 2020 ist Henke Berater für Luftfahrt (Aviation Strategy and Consulting).

## Sonstiges
Henke war von 2002 bis 2006 Sprecher der nationalen Strömungsmechanischen Arbeitsgemeinschaft (STAB).
Seit 2009 ist er Mitglied des Programme Committee (PC) des International Council of the Aeronautical Sciences (ICAS) sowie Mitglied im „Editorial Board“ des Council of European Aerospace Societies (CEAS).
Seit 2004 ist Rolf Henke Mitglied des Senats der Deutschen Gesellschaft für Luft- und Raumfahrt DGLR e.V. Außerdem war er von 2004 bis 2022 im Präsidium und von 2013 bis 2022 der Präsident der DGLR. In seine Amtszeit fällt eine Neuausrichtung des Deutschen Luft- und Raumfahrtkongress, verstärkte Aktivitäten bei Weiterbildungen und in der Öffentlichkeitsarbeit, sowie eine Kooperation mit der französischen Luft- und Raumfahrtakademie.